# Larroque (Tarn)
 Larroque  es una población y comuna francesa, ubicada en la región de Mediodía-Pirineos, departamento de Tarn, en el distrito de Albi y cantón de Castelnau-de-Montmiral.

## Demografía
| 200 | 159 | 141 | 121 | 129 | 122 |
| Para los censos de 1962 a 1999 la población legal corresponde a la población sin duplicidades (Fuente: INSEE [Consultar]) |     |     |     |     |     |